# 岡村誠三
岡村 誠三（おかむら せいぞう、1914年1月1日 - 2001年5月2日）は、日本の化学者。専門は、高分子化学。工学博士。京都大学名誉教授。元京都大学原子炉実験所（現・京都大学複合原子力科学研究所）長。元日本学士院会員。勲二等旭日重光章受章。
放射線重合の研究を推進し、放射線高分子化学という新しい分野を開拓した。1970年に「放射線重合に関する研究」により恩賜賞・日本学士院賞を受賞。

## 略歴
- 1914年1月 - 佐伯勝太郎の三男として現在の東京都に生まれる
- 1937年3月 - 京都帝国大学工学部工業化学科卒業
- 1939年3月 - 京都帝国大学工学部工業化学科講師
- 1940年6月 - 京都帝国大学工学部工業化学科助教授[2]
- 1944年5月 - 工学博士（京都帝国大学）
- 1946年3月 - 京都帝国大学工学部繊維化学科教授[2]
- 1961年4月 - 文部省大学学術局科学官[3]
- 1962年6月 - 京都大学工学部に復帰[3]
- 1965年4月 - 京都大学評議員（1967年3月まで）[4]
- 1968年4月 - 京都大学原子炉実験所（現・京都大学複合原子力科学研究所）長（1972年3月まで）[5][6]
- 1972年4月 - 工学部に復帰
- 1971年4月 - 日本放射線化学会長
- 1972年1月 - 日本学術会議会員
- 1976年
  - 4月 - アメリカ化学会百周年記念外国人フェロー
  - 12月 - 王立スウェーデン科学工学アカデミー（英語版）正会員
- 1977年4月 - 京都大学名誉教授[7]、京都産業大学教授[3]
- 1979年11月 - 財団法人生産開発科学研究所理事長
- 1986年6月 - 財団法人国際化学研究会理事長
- 1990年12月 - 日本学士院会員

## 栄典・受章・受賞
- 1945年4月 - 日本化学会進歩賞受賞
- 1964年4月 - 日本化学会賞受賞[8]
- 1968年4月 - 日本化学会化学技術賞受賞[8]
- 1968年5月 - 高分子学会賞（技術部門）受賞[9]
- 1970年5月 - 恩賜賞・日本学士院賞受賞[1]
- 1976年5月 - 高分子化学功績賞受賞[10]
- 1977年7月 - 北極星章第一級ナイト章（スウェーデン王国）受章
- 1987年4月 - 勲二等旭日重光章受章[11]
- 1993年3月 - 京都府文化賞特別功労賞受賞[12]
- 2001年5月 - 正四位[13]

## 著書
- 旅の窓　1960年
- 科学に遊ぶ―分けることとまとめること　1991年 PHP研究所 ISBN 978-4569529653
- 科学の知恵心の知恵―真理は知恵の交叉点に存在する　1994年 PHP研究所 ISBN 978-4569543123
- 個と群れ―高分子エッセイ　1996年 高分子刊行会 ISBN 978-4770200310
- 科学者の良心―科学には限界がある　1998年 PHP研究所 ISBN 978-4-569-60171-7

### 共著
- 高分子化学序論　1970年 化学同人